# 英雄ノヴァ
「英雄ノヴァ」（えいゆう-）は、monobrightの8枚目のシングル。2010年4月21日発売。発売元はDefstar Records Inc.。
キャッチコピーは『“MONO英雄”のトルネード投法!? '10年始球シングル、THROW IT OUT!!』

## 解説
- 前作より5ヶ月ぶりのリリース。
- 初回生産限定盤にはボーナストラック1曲収録

## 収録曲

### 通常盤
1. 英雄ノヴァ
2. すたらい
3. 真夏のデストロイ

### 初回生産限定盤
1. Misirlou［Bonus Track］
2. 英雄ノヴァ
3. すたらい
4. 真夏のデストロイ

全作詞・作曲：桃野陽介　編曲：monobright
（「Misirlou」作曲：Nicholas Roubanis 編曲：monobright）